# Mořic Šlik
Mořic Šlik z Holíče a Pasounu (německy Moritz Schlick, † 9. listopadu 1578) byl český šlechtic z ostrovské rodové linie Šliků.

## Život
Narodil se jako jediný syn Štěpána I. Šlika a jeho manželky Markéty Pluhové z Rabštejna. Byl také posledním z vedlejší větve ostrovské rodové linie, založené jeho otcem.
Mořic byl kališník a jako takový stál na straně stavů při povstání proti králi Ferdinandovi I. Podobně jako další členové jeho rodu byl proto v roce 1547 vydán králi na milost a nemilost. Byl nějakou dobu ve vazbě v Bílé věži na Pražském hradě. Později byl propuštěn, musel však králi postoupil v léno zámek, město i panství Planou s veškerým příslušenstvím. Hloubka jeho ponížení od krále Ferdinanda I., je vyjádřeno v nápise na jeho náhrobku, kde je zmínka o utrpení, které snášel pro své „pravé“ náboženství.
Mořic Šlik požádal krále Maxmiliána II., aby byl trest zrušen, čemuž král v roce 1575 skutečně vyhověl a celé panství bylo vráceno. V roce 1562 byl Mořic Šlik dokonce členem korunovačního průvodu při Maxmiliánově korunovaci na císaře ve Frankfurtu nad Mohanem.
Mořic Šlik byl ženatý s Barborou Schenkovou z Landsbergu, z tohoto manželství se však nenarodily žádné děti.